# Aeroporto 11 de Novembro
O Aeroporto 11 de Novembro, também conhecido como Aeroporto de Ondijiva, é um aeroporto situado em Ondijiva, em Angola.
A pista têm 3.243 metros de comprimento e 29 metros de largura.
Construído no período colonial, o aeroporto foi totalmente destruído no final da Guerra de Independência Angolana pelas tropas sul-africanas, somente sendo reconstruído após o final da Guerra Civil Angolana.
Homenageia ao 11 de novembro de 1975, o dia da proclamação da independência de Angola.